# Zweden op het Eurovisiesongfestival 1985
Melodifestivalen 1985 was de 24ste editie van de liedjeswedstrijd die de Zweedse deelnemer voor het Eurovisiesongfestival oplevert. Presentatrice Eva Andersson was Miss Zweden van 1980. De winnaar werd bepaald door de jury gesorteerd op leeftijd. Er werd geen orkest gebruikt en de muziek stond op band. Er werd gezegd dat de omroep SVT het zich niet kon veroorloven om twee orkesten in te huren, omdat ze dat jaar ook al het Eurovisiesongfestival 1985 organiseerden.

## Uitslag
| Nr. | Artiest           | Lied                  | Songwriters                                     | Ptn | Plaats |
| --- | ----------------- | --------------------- | ----------------------------------------------- | --- | ------ |
| 1   | Kikki Danielsson  | Bra vibrationer       | Lasse Holm, Ingela 'Pling' Forsman              | 56  | 1ste   |
| 2   | Susanne Frölén    | Vänner                | Claes Buhre, Olle Bergman                       | -   | -      |
| 3   | Göran Folkestad   | Eld och lågor         | Göran Folkestad, Monica Forsberg                | 35  | 3de    |
| 4   | Ritz              | Nu har det hänt igen  | Peter Wanngren, Monica Forsberg                 | -   | -      |
| 5   | Per-Erik Hallin   | Morgonluft            | Per-Erik Hallin                                 | -   | -      |
| 6   | Bel Air           | 1 + 1 = 2             | Christer Bjärehag, Ingela 'Pling' Forsman       | -   | -      |
| 7   | Li Berg           | Jag vet hur det känns | Dick Berglund, Ingela 'Pling' Forsman           | 20  | 5de    |
| 8   | Dan Tillberg      | Ta min hand           | Dan Tillberg, Svante Persson, Cecilia von Melen | 49  | 2de    |
| 9   | Stefan Borsch     | Sjung din sång        | Martin Contra, Björn Frisén                     | -   | -      |
| 10  | Pernilla Wahlgren | Piccadilly Circus     | Lars Andersson, Bruno Glenmark                  | 29  | 4de    |

### Jurering
| Lied                  | 15-20 | 20-25 | 25-30 | 30-35 | 35-40 | 40-45 | 45-50 | 50-55 | 55-60 | Total |
| --------------------- | ----- | ----- | ----- | ----- | ----- | ----- | ----- | ----- | ----- | ----- |
| Bra vibrationer       | 6     | 8     | 6     | 8     | 6     | 8     | 4     | 2     | 8     | 56    |
| Ta min hand           | 4     | 6     | 8     | 4     | 8     | 2     | 8     | 8     | 1     | 49    |
| Eld och lågor         | 2     | 1     | 4     | 6     | 4     | 6     | 6     | 4     | 2     | 35    |
| Piccadilly Circus     | 8     | 2     | 2     | 2     | 1     | 1     | 1     | 6     | 6     | 29    |
| Jag vet hur det känns | 1     | 4     | 1     | 1     | 2     | 4     | 2     | 1     | 4     | 20    |

## In Göteborg
In hun thuisland moest Zweden optreden als 16de, voor Zwitserland en na Oostenrijk. Aan het einde van de puntentelling was Zweden 3de geworden met een totaal van 103 punten. Men kreeg 2 keer het maximum van de punten. Men ontving van  België 7 punten.

### Gekregen punten

#### Finale
| 12 punten             | 10 punten                       | 8 punten                               | 7 punten             | 6 punten                       |
| --------------------- | ------------------------------- | -------------------------------------- | -------------------- | ------------------------------ |
| - Finland - Noorwegen | - Ierland                       | - Denemarken - Duitsland - Zwitserland | - België - Frankrijk | - Israël - Verenigd Koninkrijk |
| 5 punten              | 4 punten                        | 3 punten                               | 2 punten             | 1 punt                         |
| - Luxemburg           | - Italië - Oostenrijk - Turkije |                                        | - Spanje             |                                |

### Punten gegeven door Zweden

#### Finale
Punten gegeven in de finale:
| 12 punten | Noorwegen           |
| 10 punten | Finland             |
| 8 punten  | Duitsland           |
| 7 punten  | Ierland             |
| 6 punten  | Frankrijk           |
| 5 punten  | Denemarken          |
| 4 punten  | Verenigd Koninkrijk |
| 3 punten  | Oostenrijk          |
| 2 punten  | Israël              |
| 1 punt    | Zwitserland         |